# Contra Costa County
Contra Costa County je okres ve státě Kalifornie v USA. K roku 2010 zde žilo 1 049 025 obyvatel. Contra Costa County je součástí San Francisco Bay Area. Na severu sousedí s Solano County a na jihu s Alameda County.